# Pharaphodius pallescens
Pharaphodius pallescens är en skalbaggsart som beskrevs av Walker 1871. Pharaphodius pallescens ingår i släktet Pharaphodius och familjen Aphodiidae. Inga underarter finns listade i Catalogue of Life.